# Piet Crous
Petrus Arnoldus Crous (* 2. Juli 1955 in Johannesburg) ist ein ehemaliger südafrikanischer Boxer und war 1984/85 Weltmeister im Cruisergewicht der WBA.

## Profikarriere
Crous gab am 14. November 1977 22-jährig seinen Einstand als Profiboxer. In Johannesburg schlug er seinen Landsmann Barend Steyn bereits in der ersten von vier angesetzten Runden k. o. In der Folgezeit gelangen ihm noch mehrere K.-o.-Siege, jedoch meist gegen Boxer, die erst ein oder zwei Kämpfe bestritten hatten. Am 2. November 1981 wurde Crous südafrikanischer Meister im Halbschwergewicht, nachdem er in Kapstadt Doug Lumley besiegt hatte. Diesen Titel konnte er noch mehrmals verteidigen.
Am 1. Dezember 1984 kam es in Sun City zum Weltmeisterschaftskampf im Cruisergewicht gegen Ossie Ocasio aus Puerto Rico, der den WBA-Titel bereits dreimal verteidigen konnte. Crous gewann den Kampf und wurde somit Weltmeister. Am 30. März 1985 verteidigte Piet Crous seinen Titel gegen den US-Amerikaner Randy Stephens durch technischen K. o. in der dritten Runde. Im Juli desselben Jahres trat Crous gegen den früheren Halbschwergewichtsweltmeister Dwight Qawi aus den Vereinigten Staaten an. Piet Crous ging in der elften Runden zweimal zu Boden und verlor daraufhin vorzeitig durch technischen K. o. Auf diese Niederlage folgten noch drei Siege. Nach seiner Niederlage am 16. Mai 1987 gegen Freddie Rafferty (Südafrika) beendete Crous seine Profikarriere als Boxer nach zehn Jahren.
Bemerkenswert ist, dass Crous alle seine Kämpfe in seinem Heimatland Südafrika austrug, was wohl auch daran liegt, das er nur fast gegen Landsmänner gekämpft hatte. Seine Weltmeisterschaftskämpfe trug Piet Crous alle im Super Bowl von Sun City aus.